# Kraljevica Shipyard

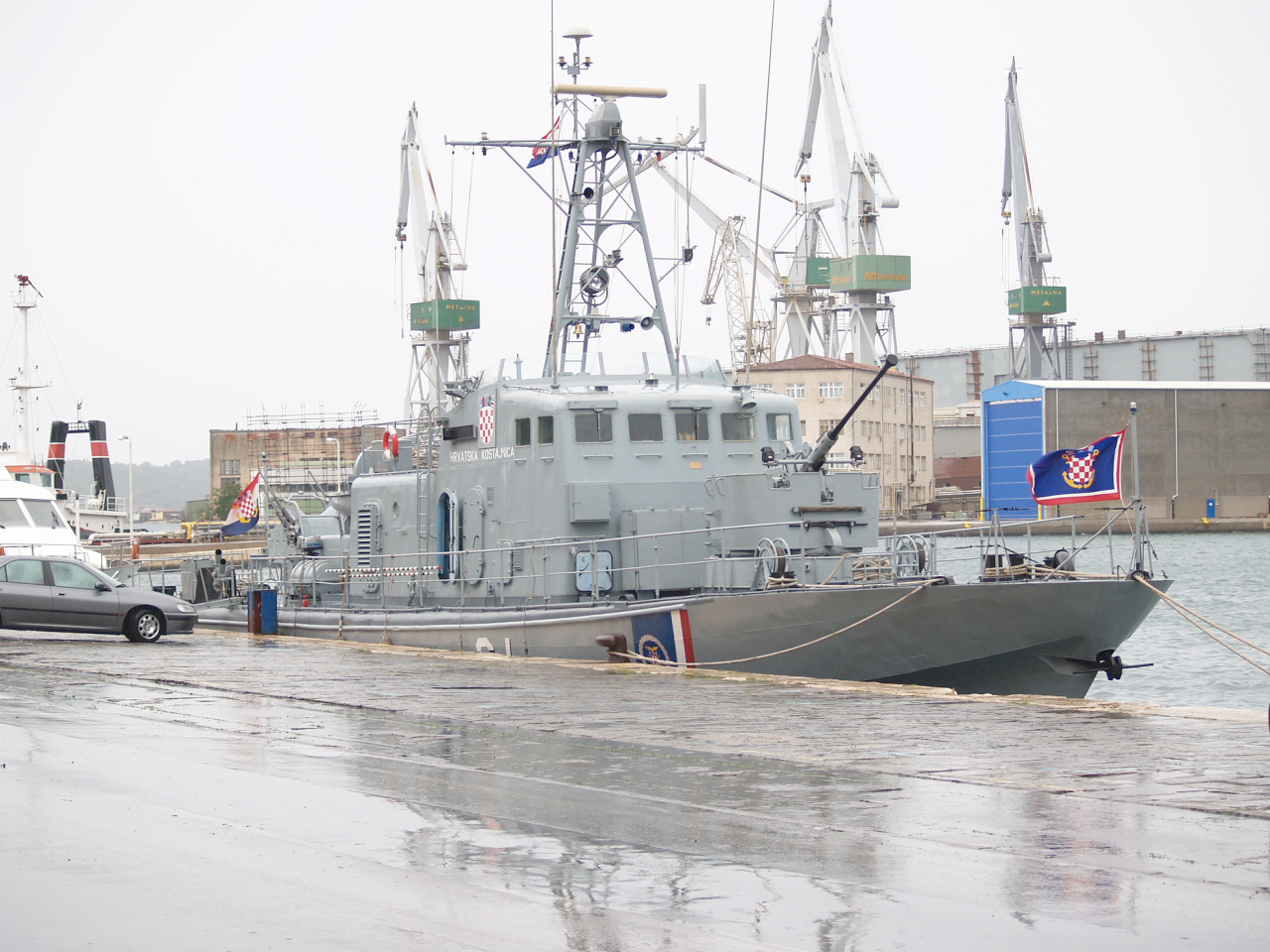
Strážná loď OB-64, vyrobená v loděnici Kraljevica Shipyard

Kraljevica Shipyard je výrobce lodí v chorvatském městě Kraljevica, na pobřeží Jaderského moře. Společnost byla založena v roce 1729 a je někdy považována za nejstarší nepřetržitě fungující loděnici na světě.
Chorvatská vláda se opakovaně pokusila loděnice zprivatizovat, naposledy v listopadu 2010.

## Produkce
Loděnice vyrábějí širokou škálu komerčních lodí, vojenských lodí, a jacht.
V roce 2009 společnost vyrobila loď JoyMe, jachtu dlouhou 49,9 metru.
V roce 2010 se loděnice dohodly na výstavbě dvou velkých trawlerů pro ruské zákazníky.